# Zac Posen
Zac Posen (AFI: [/zæk ˈpoʊzən/]; 24 de outubro de 1980) é um designer de moda americano. Ele foi revelado com 21 anos, após os eventos do 11 de Setembro, tendo suas roupas sido vestidas por personalidades como Natalie Portman e Katie Holmes.
Ele estudou Moda na Parsons e na Central Saint Martins, recebendo um um investimento da Sean Combs posteriormente. Em 2019, teve de fechar sua empresa por conta de problemas financeiros.
Também agradeceu a sua equipe e a todos os americanos que "estavam do lado de sua empresa"